# Flugplatz Warngau

i7
i11
i13
Der Flugplatz Warngau ist ein Sonderlandeplatz in der Gemeinde Warngau im oberbayerischen Landkreis Miesbach. Er wird durch den Motorfliegerclub Warngau e. V. betrieben.

## Lage
Der Flugplatz liegt etwa 1,2 km südwestlich von Warngau und etwa 5,5 km südlich von Holzkirchen. Naturräumlich liegt der Flugplatz etwa 10 km nördlich der Bayerischen Voralpen im südlichen Bayerischen Alpenvorland. Der Tegernsee liegt etwa 9 km südsüdöstlich des Platzes. Der Flugplatz ist von München aus über die A 8 und die B 318 zu erreichen.

## Flugbetrieb
Der Flugplatz besitzt eine Betriebszulassung ausschließlich für die vereinseigenen Motorflugzeuge. Landungen von nicht am Platz stationierten Luftfahrzeugen sind nicht möglich. Der Flugplatz verfügt über eine 556 m lange Start- und Landebahn aus Asphalt.